# Wilhelm Weiß
Wilhelm Weiß (31 de marzo de 1892, Stadtsteinach, Imperio alemán - Alemania occidental, Wasserburg am Inn, 24 de febrero de 1950) fue un político, militar y periodista alemán durante el periodo del Tercer Reich, SA-Obergruppenführer, así como editor en jefe del periódico del Partido Nacionalsocialista Obrero Alemán, el Völkischer Beobachter de 1938 a 1945.

## Biografía

### Primeros años
Después de terminar sus estudios en el Gymnasium de Múnich, Weiß comenzó una carrera como soldado. En 1911 era un alférez (Fahnenjunker) y en 1913 un teniente. Durante la Primera Guerra Mundial, Weiß fue transferido en 1915 al Escuadrón de Aviadores (Fliegertruppe). En uno de sus despliegues de batalla, fue derribado, como resultado de lo cual perdió su pierna izquierda. Sin embargo, en 1917, fue ascendido a Oberleutnant antes de ser transferido al Ministerio de Guerra de Baviera en 1918, poco antes de que terminara la guerra. En 1920, cuando resultó que la Reichswehr, que estaba ocupada reconstituyéndose, ya no podía encontrar un trabajo para él, fue dado de baja con el rango de capitán. 
Ya en 1919, Weiß se había ocupado como miembro del liderazgo estatal de la Defensa de los Habitantes Bávaros (Einwohnerwehr), a través del cual fue nombrado editor de la revista Heimatland (Homeland), una publicación con fuertes inclinaciones nacionalsocialistas. A través de sus actividades en el departamento de prensa del Ministerio de Guerra de Baviera, Weiß llegó al periodismo después de la Primera Guerra Mundial. Se involucró temprano en el movimiento völkisch y fue un ferviente devoto de las ideas de Adolf Hitler. Antes de 1933, el año de la toma del poder por el NSDAP, fue sentenciado judicialmente muchas veces por delitos políticos. Sin embargo, después de que Hitler y el NSDAP llegaron al poder, Weiß organizó la "igualación" de la prensa, aunque también se ocupó de que los periodistas individuales pudieran mantener sus trabajos a pesar de la Ley de Redacción (Schriftleitergesetz). Weiß nunca cuestionó el nacionalsocialismo. 

### Carrera en el NSDAP

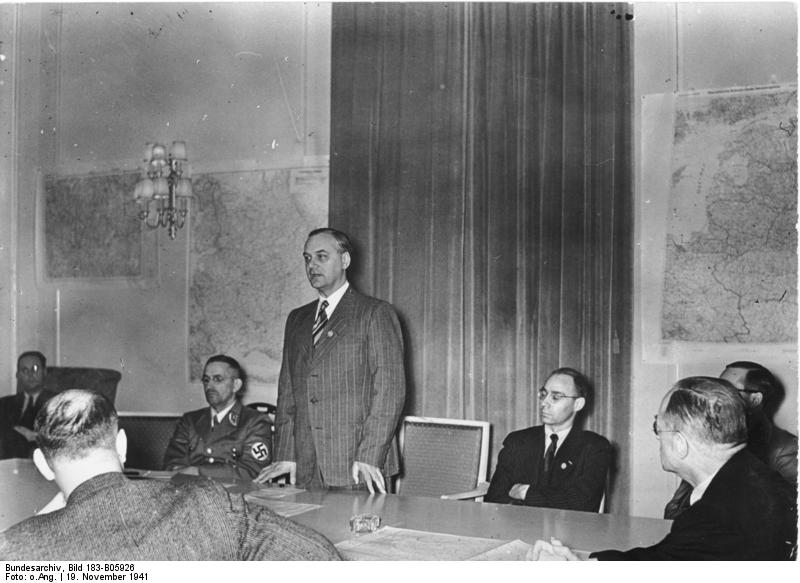
19 de noviembre de 1941: Wilhelm Weiß se sienta durante una conferencia de prensa a la derecha de Alfred Rosenberg. A la izquierda de Rosenberg se sienta su representante, Alfred Meyer.

En 1922, como uno de los primeros miembros, Weiß se unió al NSDAP y participó en el Putsch de Múnich y la Marcha en el Feldherrnhalle. 
Entre 1924 y 1926, Weiß ocupó el cargo de editor en jefe del Völkischer Kurier, hasta enero de 1927, cuando se convirtió en Jefe de Oficina en el departamento editorial del Völkischer Beobachter (VB).
Un avance en la carrera militar se produjo en 1930 cuando Weiß fue nombrado SA-Oberführer en el personal de la Dirección Suprema de las SA. Al mismo tiempo, Weiß recibió el liderazgo de la oficina de prensa de SA. Además de su trabajo en el VB, Weiß también funcionó como editor en jefe de la revista antisemita Brennessel ("Ortiga"), y en 1932, se convirtió en el líder del Liderazgo Central de Escritura de la editorial central del NSDAP. Solo en 1933 Weiß se convirtió en editor jefe interino, y en 1938 como el sucesor de Alfred Rosenberg, editor jefe de la VB.
Otras funciones importantes otorgadas a Weiß entre 1933 y 1945 fueron la de Líder de la Asociación de la Prensa Alemana del Reich, y en el mismo período Miembro del Reichstag. Después de haber sido ascendido a SA-Gruppenführer en febrero de 1934, funcionó a partir de julio del mismo año como miembro del Volksgerichtshof. En 1935, Weiß se convirtió en miembro del Senado de Cultura del Reich, y en 1936 Líder de la Oficina Principal (Hauptamtsleiter) en el liderazgo del NSDAP del Reich. En 1937 Weiß fue promovido a SA-Obergruppenführer. 

### Posguerra
En 1945, después de que terminó la Segunda Guerra Mundial, Weiß fue internado, y el 15 de julio de 1949 un tribunal de denazificación lo condenó a tres años en un campo de trabajo, confiscó el 30% de su riqueza y le impuso una prohibición de 10 años a sus ocupaciones profesionales. 
Poco antes de comenzar su sentencia, Wilhelm Weiß murió, aproximadamente un mes antes de cumplir 58 años.

## Libros
- Wilhelm Weiss (editor). Der Krieg im Westen (Guerra en Occidente). Dargestellt nach den Berichten des Völkischen Beobachters. 301 pp. Eher Verlag, 1940. Este popular libro pasó por 5 ediciones en 1942.
- Wilhelm Weiss (editor). Triumph der Kriegskunst (Triunfo del Arte de la Guerra). Das Kriegsjahr 1940 in der Darstellung des "Völkischen Beobachters". Con una contribución del Generalfeldmarschall Kesselring. Eher Verlag 1941. Cuentas de alto rango de Noruega y la caída de Francia; entre los contribuidores incluyen: Kesselring, Todt, Prentzel, Lutzow y otros.
- Wilhelm Weiss; Wilhelm Stuckart; Walter Buch; y otros. Illustrierter Beobachter. Adolf Hitler - Ein Mann und sein Volk. Verlag Franz Eher Nachf., Munich (1936). Este libro está profusamente ilustrado con reproducciones de fotos de Hitler desde 1916 hasta 1936. Incluye un texto considerable presentado por muchos colaboradores destacados además de Weiss y otros en la lista.